# Anisleidy Galindo
Anisleidy Galindo Martínez (Pinar del Río, 21 settembre 1989) è una cestista cubana.

## Carriera
Con Cuba ha disputato i Campionati mondiali del 2014 e quattro edizioni dei Campionati americani (2013, 2015, 2017, 2019).